# Карл Сварц
Карл Йохан Густаф Сварц (швед. Carl Swartz; 5 червня 1858, Норрчепінг — 6 листопада 1926, Стокгольм) — шведський політик.
У 1906—1911 роках був міністром фінансів. 30 березня 1917 очолив уряд. Його кабінет міністрів вжив заходів для пом'якшення наслідків глибокої економічної кризи. У травні 1917 р. він уклав угоду з Сполученим Королівством, в результаті чого 33 шведських судна отримали дозвіл залишити англійські та американські порти та повернутися до Швеції. Пішов у відставку 19 жовтня 1917 року.